# 1É busz (Miskolc)
A miskolci 1É jelzésű autóbusz egy éjszakai járat volt, mely Felső-Majláth és Szondi György utca kapcsolatát látta el hajnalban. A járatot az MVK Zrt. üzemeltette. Helyét a 901-es busz vette át.

## Megállóhelyei
| 1É (Újgyőri főtér - Villanyrendőr - Szondi György utca) |       |
| Közlekedése                                             |       |
| Újgyőri főtér                                           | 03:55 |
| Avar utca                                               | 03:55 |
| Örs utca                                                | 03:56 |
| Zoltán utca                                             | 03:57 |
| Aba utca                                                | 03:58 |
| Szent Anna tér (1-es mh.)                               | 03:59 |
| Vologda városrész                                       | 04:00 |
| Dózsa György út                                         | 04:01 |
| Petőfi tér (1-es mh.)                                   | 04:02 |
| Petőfi tér (14-es mh.)                                  | 04:03 |
| Hősök tere                                              | 04:03 |
| Villanyrendőr                                           | 04:04 |
| Szemere utca                                            | 04:05 |
| Vörösmarty városrész                                    | 04:06 |
| Vízügyi Igazgatóság                                     | 04:07 |
| Selyemrét                                               | 04:09 |
| Üteg utca (101B-s mh.)                                  | 04:10 |
| Szondi György utca                                      | 04:11 |